# Elecciones generales de Panamá de 2019
Las elecciones generales en Panamá de 2019 se realizaron el 5 de mayo de 2019. En estos comicios se eligieron al presidente y vicepresidente de la República, diputados al Parlamento Centroamericano, diputados a la Asamblea Nacional, alcaldes, representantes de corregimiento y concejales, todos con sus respectivos suplentes.
Siete partidos políticos legalmente constituidos por el Tribunal Electoral de Panamá participaron en las elecciones: Partido Revolucionario Democrático (PRD), Partido Popular (PP), Movimiento Liberal Republicano Nacionalista (MOLIRENA), Partido Panameñista, Cambio Democrático (CD), Frente Amplio por la Democracia (FAD) y Partido Alianza. Adicionalmente, participaron candidatos de libre postulación por todos los cargos de elección popular.

## Candidatos
Los candidatos que participaron en las elecciones (apellido en orden alfábetico) fueron:
| Partido | Partido                            | Candidato presidencial | Candidato presidencial                   | Cargos públicos | Candidato vicepresidencial | Candidato vicepresidencial                    | Cargos públicos |
| ------- | ---------------------------------- | ---------------------- | ---------------------------------------- | --- | -------------------------- | --------------------------------------------- | --- |
|         | Libre postulación                  |                        | Marco Ameglio Empresario                 | - Diputado de la Asamblea Nacional (1989-2004) - Presidente del Partido Panameñista (2005-2006) - Miembro de la Junta Directiva de la Autoridad del Canal de Panamá (2010-2018) |                            | Mario Boyd Galindo Abogado                    | - Diputado de la Asamblea Nacional (1984-1994) - Embajador en Brasil (2002-2004) - Embajador en Argentina (2009-2014) |
|         | Partido Panameñista                |                        | José Isabel Blandón Abogado              | - Diputado de la Asamblea Nacional (1999-2014) - Alcalde del distrito de Panamá (2014-2019)                                                                                     |                            | Nilda Quijano Peña Administradora de empresas | - Gerente general de la Zona Libre de Colón (2004-2009)                                                               |
|         | Partido Revolucionario Democrático |                        | Laurentino Cortizo Empresario y ganadero | - Diputado de la Asamblea Nacional (1994-2004) - Ministro de Desarrollo Agropecuario (2004-2006)                                                                                |                            | José Gabriel Carrizo Abogado                  | |
|         | Libre postulación                  |                        | Ana Matilde Gómez Abogada                | - Procuradora General de la Nación (2004-2010) - Diputada de la Asamblea Nacional(2014-2019)                                                                                    |                            | Jorge Arango Odontólogo y empresario          | - Ministro de Desarrollo Agropecuario (2014-2016)                                                                     |
|         | Libre postulación                  |                        | Ricardo Lombana Abogado                  | - Cónsul General de Panamá en Washington D. C. (2004-2007) |                            | Guillermo Márquez Amado Abogado               | - Magistrado del Tribunal Electoral (1990-1996)                                                                       |
|         | Frente Amplio por la Democracia    |                        | Saúl Méndez Dirigente sindical           | - Secretario general del Sindicato Único Nacional de Trabajadores de la Industria de la Construcción y Similares (2010-)                                                        |                            | Maribel Gordón Economista                     | |
|         | Cambio Democrático                 |                        | Rómulo Roux Abogado                      | - Ministro de Asuntos del Canal (2009-2012) - Ministro de Relaciones Exteriores (2012-2013) - Presidente de Cambio Democrático (2018-)                                          |                            | Luis Casis Reportero y presentador            | |

### Candidatos declinados
| Candidato presidencial | Candidato presidencial | Candidato presidencial | Partido         | Profesión               | Cargos previos | Nota |
| ---------------------- | ---------------------- | ---------------------- | --------------- | ----------------------- | --- | --- |
|                        |                        | José Domingo Arias     | Partido Alianza | Economista y empresario | - Viceministro de Comercio Exterior (2009-2011) - Ministro de Vivienda y Ordenamiento Territorial (2011-2013) - Candidato presidencial de Cambio Democrático en las elecciones de 2014. | Obtuvo la candidatura presidencial de Alianza el 7 de octubre de 2018, pero anunció su renuncia escrita el 26 de diciembre de 2018. |

## Encuestas

### Presidenciales
| Encuestadora              | Fecha               | Cortizo (PRD) | Roux (CD) | Blandón (PP) | Gómez (Ind.) | Arias (Alianza) | Méndez (FAD) | Ameglio (Ind.) | Lombana (Ind.) | Otros | Ninguno/En blanco |
| Encuestadora              | Fecha               | %             | %         | %            | %            | %               | %            | %              | %              | %     | %                 |
| ------------------------- | ------------------- | ------------- | --------- | ------------ | ------------ | --------------- | ------------ | -------------- | -------------- | ----- | ----------------- |
| StratMark Consultores S.A | 22-28 Abr. 2019     | 44.0          | 27.2      | 11.3         | 3.6          | —               | 1.1          | 0.4            | 10.5           | —     | 2.3               |
| StratMark Consultores S.A | 31 Mar.-3 Abr. 2019 | 49.9          | 25.4      | 9.1          | 4.5          | —               | 0.4          | 0.1            | 9.9            | —     | 0.7               |
| StratMark Consultores S.A | 7-9 Mar. 2019       | 52.3          | 24.7      | 10.1         | 8.1          | —               | 1.8          | 1.0            | 2.0            | —     | —                 |
| StratMark Consultores S.A | 9-11 Feb. 2019      | 48.7          | 23.9      | 10.8         | 6.1          | —               | 2.4          | 0.8            | 0.8            | 6.5   | —                 |
| StratMark Consultores S.A | 7-15 Dic. 2018      | 44.5          | 23.1      | 13.4         | 9.2          | 6.7             | —            | —              | —              | 3.1   | —                 |

## Elecciones primarias
Según el Tribunal Electoral de Panamá, este fue el calendario de elecciones primarias por partido:
| Partido político                            | Presidenciales           | Otros cargos             |
| ------------------------------------------- | ------------------------ | ------------------------ |
| Cambio Democrático                          | 12 de agosto de 2018     | 30 de septiembre de 2018 |
| Partido Revolucionario Democrático          | 16 de septiembre de 2018 | 16 de septiembre de 2018 |
| Partido Alianza                             | 7 de octubre de 2018     | 17 de noviembre de 2018  |
| Partido Panameñista                         | 28 de octubre de 2018    | 28 de octubre de 2018    |
| Frente Amplio por la Democracia             | 28 de octubre de 2018    | 18 de noviembre de 2018  |
| Movimiento Liberal Republicano Nacionalista | No tuvo                  | 11 de noviembre de 2018. |
| Partido Popular                             | No tuvo                  | 18 de noviembre de 2018  |

### Primarias de CD
Se postularon un total de 12 precandidatos a la presidencia, pero solo seis mantuvieron sus aspiraciones hasta el 12 de agosto de 2018, día de las elecciones: Rómulo Roux, José Raúl Mulino, Rodrigo Sarasqueta, Iván Montalvo, Luis García y Francisco Denis Real.
Las elecciones primarias presidenciales fueron ganadas por el presidente del partido y exministro Rómulo Roux, quien obtuvo 68 129 votos, frente al exministro José Raúl Mulino.
| Precandidatos                 | Precandidatos                 | Votos   | %    |
| ----------------------------- | ----------------------------- | ------- | ---- |
|                               | Rómulo Roux                   | 68 129  | 69.2 |
|                               | José Raúl Mulino              | 28 682  | 29.1 |
|                               | Rodrigo Sarasqueta            | 928     | 0.9  |
|                               | Otros                         | 679     | 0.7  |
| Total de votos válidos        | Total de votos válidos        | 98 418  |      |
| En blanco                     | En blanco                     | 940     | 0.9  |
| Nulos                         | Nulos                         | 1432    | 1.4  |
| Total (participación: 28,4 %) | Total (participación: 28,4 %) | 100 790 |      |

### Primarias del PRD
Participaron 17 precandidatos a la presidencia: Laurentino Cortizo, Zulay Rodríguez, Ernesto Pérez Balladares, Leonel Rodríguez, Silvio Quiñones, Camilo Alleyne, Valentín Ramos Montenegro, Eduardo Ríos Brown, Gerardo Solís, Juan de Dios Caballero, Victoriano Rodríguez, Joaquín Pablo de Lora, Jerry Wilson, Gabriel Despaigne Falconett, Marco Secaida, Mitchell Doens y Carlos Saldaña. También se había postulado el exalcalde del distrito de Panamá, Juan Carlos Navarro, quien buscaba la presidencia por tercera vez consecutiva, sin embargo a mitad de campaña renunció y endosó su apoyo a Ernesto Pérez Balladares.
El exdiputado y exministro Laurentino Cortizo superó a sus rivales más cercanos, la diputada Zulay Rodríguez y el expresidente Ernesto Pérez Balladares y obtuvo la nominación como candidato presidencial del PRD, consiguiendo 215 628 votos (66% del total),
| Precandidatos                  | Precandidatos                  | Votos   | %    |
| ------------------------------ | ------------------------------ | ------- | ---- |
|                                | Laurentino Cortizo             | 215 268 | 66.2 |
|                                | Zulay Rodríguez                | 67 884  | 20.9 |
|                                | Ernesto Pérez Balladares       | 24 621  | 7.6  |
|                                | Leonel Rodríguez               | 3735    | 1.1  |
|                                | Gerardo Solís                  | 3730    | 1.1  |
|                                | Otros                          | 9762    | 3.0  |
| Total de votos válidos         | Total de votos válidos         | 325 000 |      |
| En blanco                      | En blanco                      | 12 274  | 3.6  |
| Nulos                          | Nulos                          | 6981    | 2.0  |
| Total (participación: 61,07 %) | Total (participación: 61,07 %) | 344 255 |      |

### Primarias de Alianza
Se postularon tres precandidatos a la presidencia: José Domingo Arias, Neftalí Jaén y Lara Arcia Smith. Las primarias presidenciales del 7 de octubre dieron como ganador a José Domingo Arias, quien competiría por segunda vez en las elecciones presidenciales, pero esta vez desde otro partido.
| Precandidatos                  | Precandidatos                  | Votos | %     |
| ------------------------------ | ------------------------------ | ----- | ----- |
|                                | José Domingo Arias             | 5088  | 93.05 |
|                                | Lara Arcia Smith               | 238   | 4.35  |
|                                | Neftalí Jaén                   | 142   | 2.6   |
| Total de votos válidos         | Total de votos válidos         | 5468  |       |
| En blanco                      | En blanco                      | 60    | 1.07  |
| Nulos                          | Nulos                          | 79    | 1.41  |
| Total (participación: 17,53 %) | Total (participación: 17,53 %) | 5607  |       |

No obstante, el 26 de diciembre de 2018 Arias anunció a través de una carta su renuncia como candidato, y el 29 de diciembre la junta directiva del partido acordó formar una alianza política con Cambio Democrático.

### Primarias del Frente Amplio por la Democracia
Se postularon cinco precandidatos a la presidencia, pero solo cuatro participaron: Saúl Méndez, Richard Morales, Mario Torraza y Galía Pérez. El sindicalista Saúl Méndez fue escogido el 28 de octubre de 2018 como candidato del partido sin mayor oposición.
| Precandidatos                 | Precandidatos                 | Votos | %     |
| ----------------------------- | ----------------------------- | ----- | ----- |
|                               | Saúl Méndez                   | 2657  | 91.24 |
|                               | Richard Morales               | 184   | 6.32  |
|                               | Galia Pérez                   | 49    | 1.68  |
|                               | Mario Torraza                 | 22    | 0.76  |
| Total de votos válidos        | Total de votos válidos        | 2 912 |       |
| En blanco                     | En blanco                     | 24    | 0.8   |
| Nulos                         | Nulos                         | 62    | 2.07  |
| Total (participación: 8,25 %) | Total (participación: 8,25 %) | 2 998 |       |

### Primarias del Partido Panameñista
Un total de diez precandidatos se postularon: José Isabel Blandón, Mario Etchelecu, Ada Romero, Rodrigo Pérez Guillén, Ricardo Springer, Luis López, Juan Aguilar Rodríguez, José Díaz, Miguel Batista Guerra y Rolando Villalaz. El 28 de octubre fue elegido el actual alcalde del distrito de Panamá, José Isabel Blandón, como candidato del partido, al superar al exministro de Vivienda, Mario Etchelecu.
| Precandidatos                  | Precandidatos                  | Votos   | %     |
| ------------------------------ | ------------------------------ | ------- | ----- |
|                                | José Isabel Blandón            | 94 327  | 56.86 |
|                                | Mario Etchelecu                | 63 000  | 37.97 |
|                                | Ada Romero                     | 2120    | 1.28  |
|                                | Rodrigo Pérez Guillén          | 2046    | 1.23  |
|                                | Ricardo Springer               | 1232    | 0.74  |
|                                | Otros                          | 3181    | 1.92  |
| Total de votos válidos         | Total de votos válidos         | 165 906 |       |
| En blanco                      | En blanco                      | 10 055  | 5.53  |
| Nulos                          | Nulos                          | 5 759   | 3.17  |
| Total (participación: 49,32 %) | Total (participación: 49,32 %) | 181 720 |       |

## Resultados

### Presidente
|                                      | Laurentino Cortizo          | Partido Revolucionario Democrático y Movimiento Liberal Republicano Nacionalista | 655 302   | 33.35 |
|                                      | Rómulo Roux                 | Cambio Democrático y Partido Alianza                                             | 609 003   | 30.99 |
|                                      | Ricardo Lombana             | Independiente                                                                    | 368 962   | 18.78 |
|                                      | José Isabel Blandón         | Partido Panameñista y Partido Popular                                            | 212 931   | 10.84 |
|                                      | Ana Matilde Gómez           | Independiente                                                                    | 93 631    | 4.77  |
|                                      | Saúl Méndez                 | Frente Amplio por la Democracia                                                  | 13 540    | 0.69  |
|                                      | Marco Ameglio               | Independiente                                                                    | 11 408    | 0.58  |
| Votos en blanco/ no válidos          | Votos en blanco/ no válidos | Votos en blanco/ no válidos                                                      | 48 656    | –     |
| Total                                | Total                       | Total                                                                            | 2 013 402 | 100   |
| Total de votantes                    | Total de votantes           | Total de votantes                                                                | 2 757 823 | 73.01 |
| Fuente: Junta Nacional de Escrutinio |                             |                                                                                  |           |       |

### Asamblea Nacional
| Partido                             | Partido                                     | Votos | %   | Escaños | +/– |
| ----------------------------------- | ------------------------------------------- | ----- | --- | ------- | --- |
|                                     | Partido Revolucionario Democrático          |       |     | 35      | +9  |
|                                     | Cambio Democrático                          |       |     | 18      | -6  |
|                                     | Partido Panameñista                         |       |     | 8       | -8  |
|                                     | Movimiento Liberal Republicano Nacionalista |       |     | 5       | +3  |
|                                     | Partido Alianza                             |       |     | 0       | -1  |
|                                     | Frente Amplio por la Democracia             |       |     | 0       | 0   |
|                                     | Partido Popular                             |       |     | 0       | -1  |
|                                     | Independientes                              |       |     | 5       | +4  |
| Votos blancos/nulos                 | Votos blancos/nulos                         |       | –   | –       | –   |
| Total                               | Total                                       |       | 100 | 71      | 0   |
| Total de votantes                   | Total de votantes                           |       |     | –       | –   |
| Fuente: Tribunal Electoral, psephos |                                             |       |     |         |     |

### Parlamento Centroamericano
|                                        |                                             |       |     |         |     |  |  |  |  |  |  |  |  |  |
| Partido                                | Partido                                     | Votos | %   | Escaños | +/– |  |  |  |  |  |  |  |  |  |
|                                        | Partido Revolucionario Democrático          |       |     | 7       |     |  |  |  |  |  |  |  |  |  |
|                                        | Cambio Democrático                          |       |     | 7       |     |  |  |  |  |  |  |  |  |  |
|                                        | Partido Panameñista                         |       |     | 2       |     |  |  |  |  |  |  |  |  |  |
|                                        | Movimiento Liberal Republicano Nacionalista |       |     | 1       |     |  |  |  |  |  |  |  |  |  |
|                                        | Partido Alianza                             |       |     | 1       |     |  |  |  |  |  |  |  |  |  |
|                                        | Partido Popular                             |       |     | 1       |     |  |  |  |  |  |  |  |  |  |
|                                        | Frente Amplio por la Democracia             |       |     | 0       | 0   |  |  |  |  |  |  |  |  |  |
|                                        | Independientes                              |       |     | 1       |     |  |  |  |  |  |  |  |  |  |
| Votos blancos/nulos                    | Votos blancos/nulos                         |       | –   | –       | –   |  |  |  |  |  |  |  |  |  |
| Total                                  | Total                                       |       | 100 | 20      | 0   |  |  |  |  |  |  |  |  |  |
| Total de votantes                      | Total de votantes                           |       |     | –       | –   |  |  |  |  |  |  |  |  |  |
| Fuente: Telemetro (5 de junio de 2019) |                                             |       |     |         |     |  |  |  |  |  |  |  |  |  |